# St. Mauritius (Obermeitingen)

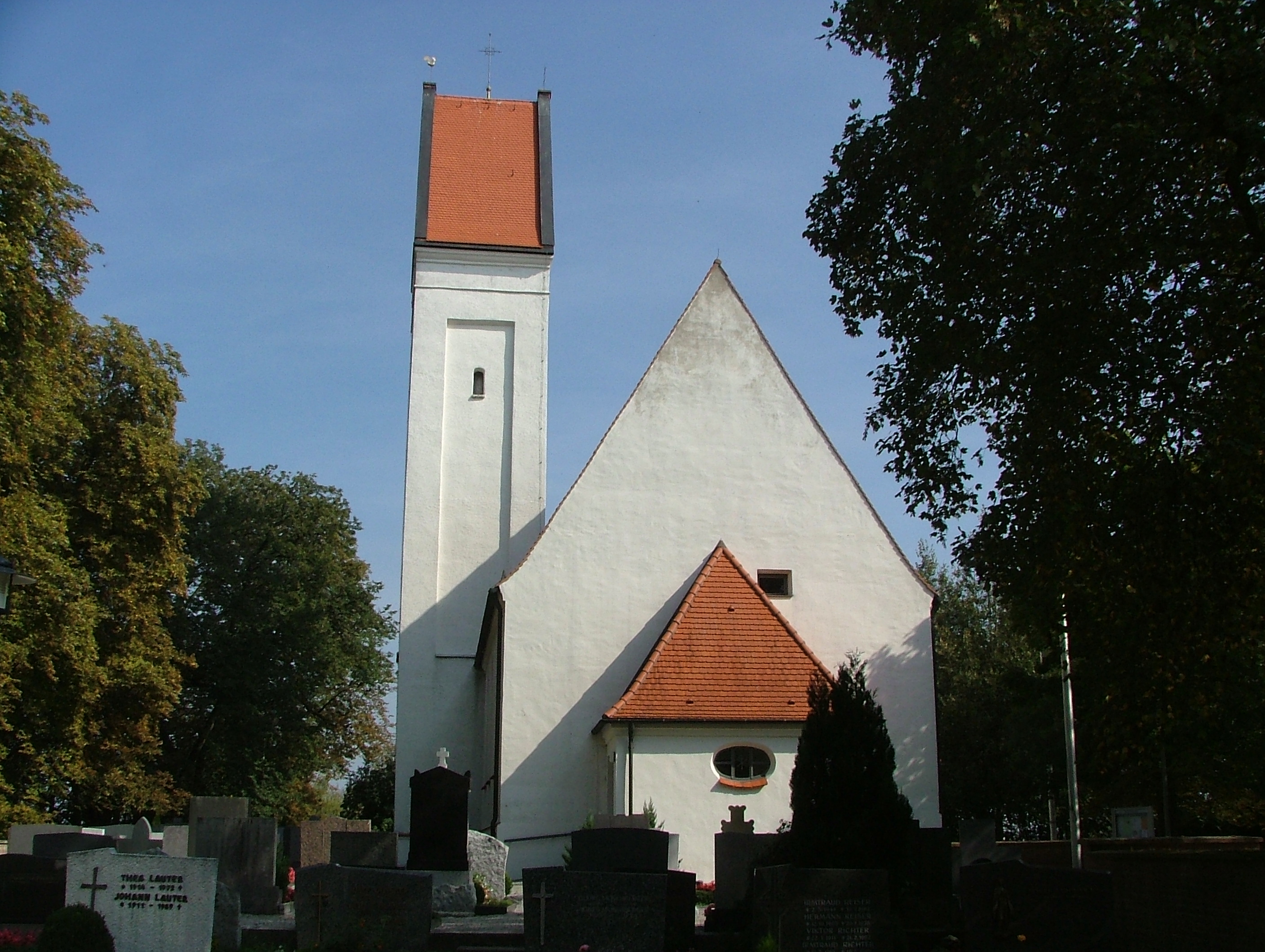
St. Mauritius in Obermeitingen

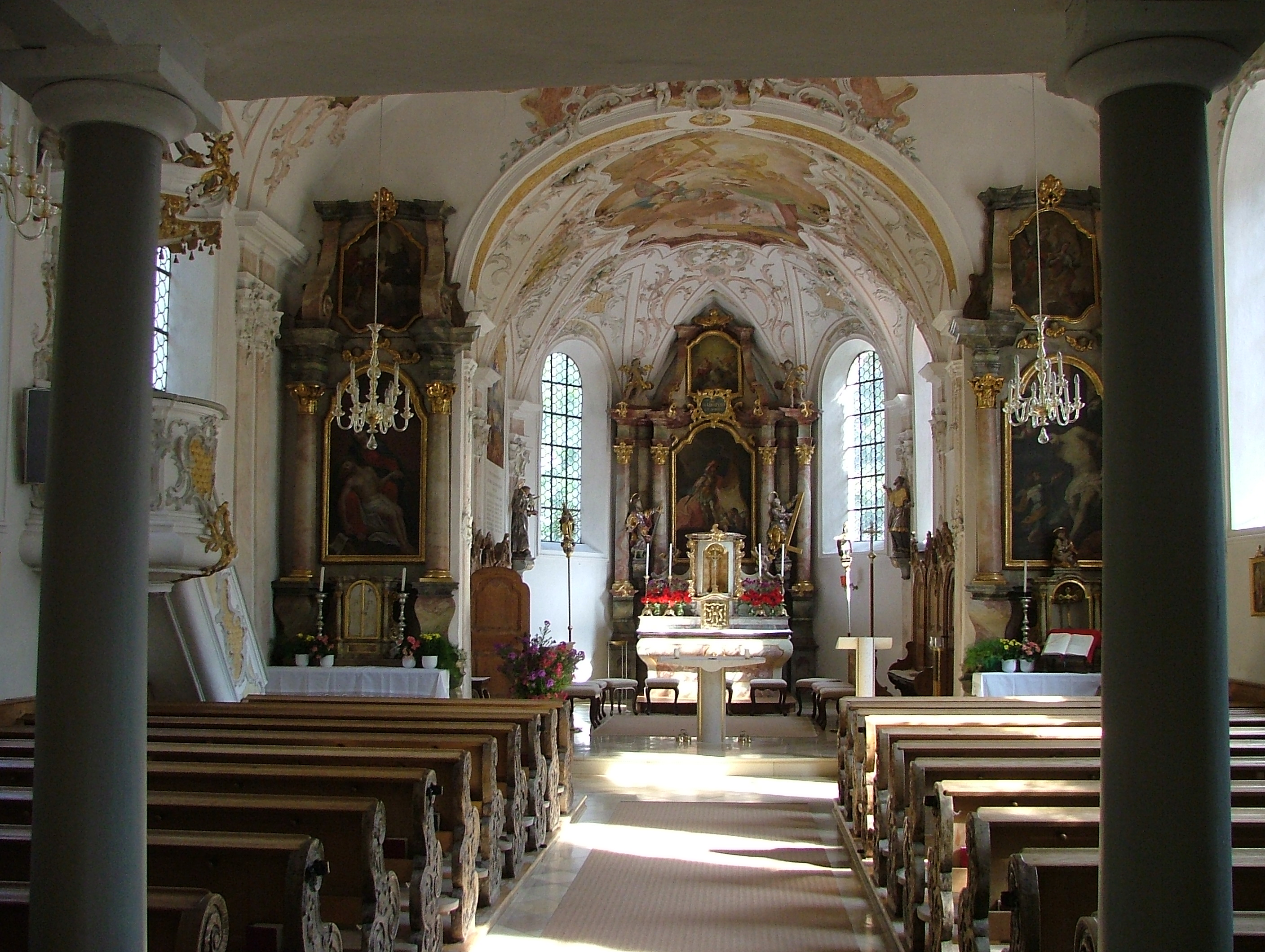
Blick zum Chor

Die römisch-katholische Pfarrkirche St. Mauritius steht in Obermeitingen, einer Gemeinde im oberbayerischen Landkreis Landsberg am Lech. Die Kirche steht unter Denkmalschutz und wird in der Liste der Baudenkmäler in Obermeitingen als Baudenkmal unter der Nr. D-1-81-131-1 geführt. Die Pfarrei gehört zum Dekanat Schwabmünchen im Bistum Augsburg.

## Beschreibung
Die gotische Saalkirche wurde in der zweiten Hälfte des 15. Jahrhunderts gebaut und 1767 barock umgestaltet. Sie besteht aus dem Langhaus, dem eingezogenen, dreiseitig geschlossenen, von Strebepfeilern gestützten Chor im Osten, der Sakristei an der Südwand und dem Chorflankenturm an der Nordwand des Chors.
Der Stuck im Langhaus und an der Kanzel wird Ignaz Finsterwalder zugeschrieben. Die Fresken stammen von Anton Joseph Walch. Der Hochaltar wird von den Skulpturen des Simon Petrus und des Paulus von Tarsus flankiert. Auf dem Altarretabel ist der Mauritius dargestellt.

## Orgel
Die mechanische Orgel mit sechs Registern auf einem Manual und Pedal wurde von Georg Beer im Jahr 1873 erbaut. Die Disposition lautet:
| Manual     |    |
| Gedackt    | 8′ |
| Salicional | 8′ |
| Principal  | 4′ |
| Flöte      | 4′ |
| Mixtur III |    |

| Pedal  |     |
| Subbaß | 16′ |

- Koppel: Man/P